# Campionati del mondo di atletica leggera indoor 1995 - 60 metri piani femminili
I 60 metri piani si sono tenuti il 10 marzo 1995 presso lo stadio Palau Sant Jordi di Barcellona.

## La gara
Il tempo più veloce nelle batterie è stato registrato in due serie differenti sia dalla giovane tedesca Melanie Paschke che dall'esperta giamaicana Merlene Ottey (7"12), la prima a un secondo dal suo primato personale. Non ci sono le italiane in gara. Due atlete dell'ex Jugoslavia per la prima volta gareggiano fianco a fianco per la Croazia e la Slovenia, realizzando i rispettivi record nazionali. Assenti dalla manifestazione le americane Gwen Torrence – capolista stagionale con 7"04 assieme alla connazionale Carlette Guidry – e Sheila Echols, la nigeriana Mary Onyali-Omagbemi che nei primi mesi dell'anno avevano corso sotto i 7"20.
 
Intanto, in semifinale la Ottey vince con 7"04: è il terzo miglior tempo mondiale della stagione, sembra avere nelle gambe il record del mondo salvo imprevisti. Nella seconda semifinale è prima la tedesca Paschke, sempre vicina ai propri limiti stagionali (7"15), seppure è insidiata a distanza dalla giamaicana Beverly McDonald. Si classifica per la finale a sorpresa l'atleta malgascia Lalao Ravaonirina, neoprimatista del Madagascar con l'ottimo 7"21 realizzato in quarta batteria, mentre resta fuori dalla finale l'ucraina Irina Pukha, forte del tempo di 7"11 realizzato un mese prima, l'11 febbraio a Kiev.

La finale è prevista nella medesima giornata.

Verrà ricordata dalla stampa come la vittoria senza sorriso.
Marlene Ottey vince in modo schiacciante ma senza il record, fermando il tempo a 6"97, il quarto tempo di sempre per l'epoca. Non c'è mai stato alcun tentativo da parte delle avversarie di contrastare il dominio della sprinter giamaicana, presentandosi al traguardo con un ritardo di oltre un decimo. Nell'imminenza di una carriera ormai al termine, l'assenza di gioia forse derivò da una gara "solitaria" della Ottey con un tempo cronometrico che non scalfiva il record dei campionati della rivale statunitense Gail Devers né cancellava il record della russa Irina Privalova, rimanendo sostanzialmente "terza" nell'Albo delle migliori velociste indoor della metà degli anni Novanta del XX secolo.

## Risultati

### Batterie
Qualificazione: i primi due di ogni batteria (Q) e i 6 seguenti migliori tempi (q) vanno alle Semifinali.

#### Batteria 1
| Posizione | Corsia | Nome                   | Nazionalità | Tempo | Note             |
| --------- | ------ | ---------------------- | ----------- | ----- | ---------------- |
| 1         | -      | Melanie Paschke        | Germania    | 7"12  | Q                |
| 2         | -      | Irina Pukha            | Ucraina     | 7"22  | Q                |
| 3         | -      | Christy Opara-Thompson | Nigeria     | 7"23  | q,               |
| 4         | -      | Jerneja Perc           | Slovenia    | 7"34  | q,               |
| 5         | -      | Margret Haug           | Svizzera    | 7"45  |                  |
| 6         | -      | Rahela Markt           | Croazia     | 7"57  | Record nazionale |
| 7         | -      | Clara Phillip          | Saint Lucia | 7"82  |                  |
| -         | -      | Desislava Dimitrova    | Bulgaria    | dns   |                  |

#### Batteria 2
| Posizione | Corsia | Nome               | Nazionalità | Tempo | Note |
| --------- | ------ | ------------------ | ----------- | ----- | ---- |
| 1         | -      | Carlette Guidry    | Stati Uniti | 7"25  | Q    |
| 2         | -      | Beverly McDonald   | Giamaica    | 7"31  | Q    |
| 3         | -      | Stephanie Douglas  | Regno Unito | 7"31  | q    |
| 4         | -      | Dainelky Pèrez     | Cuba        | 7"38  |      |
| 4         | -      | Jacqueline Poelman | Paesi Bassi | 7"42  |      |
| 5         | -      | N'Deye Binta Dia   | Senegal     | 7"45  |      |
| 6         | -      | Dagmar Hölbl       | Austria     | 7"65  |      |

#### Batteria 3
| Posizione | Corsia | Nome                 | Nazionalità    | Tempo | Note                          |
| --------- | ------ | -------------------- | -------------- | ----- | ----------------------------- |
| 1         | -      | Yekaterina Leshchova | Russia         | 7"26  | Q                             |
| 2         | -      | Chryste Gaines       | Stati Uniti    | 7"28  | Q                             |
| 3         | -      | Éva Barati           | Ungheria       | 7"35  |                               |
| 4         | -      | Odile Singa          | Francia        | 7"38  |                               |
| 5         | -      | Karen Clarke         | Canada         | 7"44  |                               |
| 6         | -      | Aileen McGillivary   | Regno Unito    | 7"44  |                               |
| 7         | -      | Denisa Obdržálková   | Cecoslovacchia | 7"48  | Miglior prestazione personale |
| 8         | -      | Rudina Xhaja         | Albania        | 7"91  |                               |

#### Batteria 4
| Posizione | Corsia | Nome               | Nazionalità | Tempo | Note |
| --------- | ------ | ------------------ | ----------- | ----- | ---- |
| 1         | -      | Merlene Ottey      | Giamaica    | 7"12  | Q    |
| 2         | -      | Lalao Ravaonirina  | Madagascar  | 7"21  | Q,   |
| 3         | -      | Nelli Fiere-Cooman | Paesi Bassi | 7"21  | q    |
| 4         | -      | Liliana Allen      | Cuba        | 7"22  | q    |
| 5         | -      | Sanna Hernesniemi  | Finlandia   | 7"26  | q    |
| 6         | -      | Sabine Tröger      | Austria     | 7"35  |      |
| 7         | -      | Alenka Bikar       | Slovenia    | 7"50  |      |
| 8         | -      | Aksel Gürcan       | Turchia     | 7"50  |      |

#### Batteria 5
| Posizione | Corsia | Nome                       | Nazionalità   | Tempo | Note                               |
| --------- | ------ | -------------------------- | ------------- | ----- | ---------------------------------- |
| 1         | -      | Nadezhda Rashchupkina      | Russia        | 7"33  | Q                                  |
| 2         | -      | Ekateríni Kóffa            | Grecia        | 7"35  | Q                                  |
| 3         | -      | Wang Huei-Chen             | Taipei cinese | 7"37  | Record asiatico · Record nazionale |
| 4         | -      | Anelia Nuneva              | Bulgaria      | 7"38  |                                    |
| 5         | -      | Carme Blay                 | Spagna        | 7"39  |                                    |
| 6         | -      | Tarana Perry               | Canada        | 7"44  | Miglior prestazione personale      |
| 7         | -      | Sara Wüest                 | Svizzera      | 7"45  |                                    |
| 8         | -      | Antónia Margarete de Jesus | Angola        | 7"63  |                                    |

### Semifinali
Qualificazione: le prime quattro di ogni semifinale (Q) vanno in Finale.

#### Semifinale 1
| Posizione | Corsia | Nome                  | Nazionalità | Tempo | Note   |
| --------- | ------ | --------------------- | ----------- | ----- | ------ |
| 1         | -      | Merlene Ottey         | Giamaica    | 7"04  | Q      |
| 2         | -      | Liliana Allen         | Cuba        | 7"13  | Q      |
| 3         | -      | Carlette Guidry       | Stati Uniti | 7"14  | Q      |
| 4         | -      | Nelli Fiere-Cooman    | Paesi Bassi | 7"20  | Q      |
| 5         | -      | Irina Pukha           | Ucraina     | 7"25  |        |
| 6         | -      | Nadezhda Rashchupkina | Russia      | 7"35  |        |
| 7         | -      | Jerneja Perc          | Slovenia    | 7"36  |        |
| -         | -      | Ekateríni Kóffa       | Grecia      | dns   | R162.7 |

#### Semifinale 2
| Posizione | Corsia | Nome                   | Nazionalità | Tempo | Note |
| --------- | ------ | ---------------------- | ----------- | ----- | ---- |
| 1         | -      | Melanie Paschke        | Germania    | 7"15  | Q    |
| 2         | -      | Beverly McDonald       | Giamaica    | 7"21  | Q    |
| 3         | -      | Chryste Gaines         | Stati Uniti | 7"23  | Q    |
| 4         | -      | Lalao Ravaonirina      | Madagascar  | 7"24  | Q    |
| 5         | -      | Yekaterina Leshchova   | Russia      | 7"27  |      |
| 6         | -      | Christy Opara-Thompson | Nigeria     | 7"28  |      |
| 7         | -      | Stephanie Douglas      | Regno Unito | 7"30  |      |
| 8         | -      | Sanna Hernesniemi      | Finlandia   | 7"31  |      |

### Finale
| Record mondiale       | Irina Privalova | 6"92 | Madrid  | 11 febbraio 1992 |
| Record dei Campionati | Gail Devers     | 6"95 | Toronto | 12 marzo 1993    |
| Capolista stagionali  | Gwen Torrence   | 7"04 | Atlanta | 4 marzo 1995     |
| Capolista stagionali  | Carlette Guidry | 7"04 | Atlanta | 4 marzo 1995     |

Venerdì 10 marzo 1995, ore 19:50.
| Pos.    | Corsia | Atleta             | Età | Nazione     | Tempo | Note                                     |
| ------- | ------ | ------------------ | --- | ----------- | ----- | ---------------------------------------- |
| Oro     | -      | Merlene Ottey      | 34  | Giamaica    | 6"97  | Miglior prestazione personale stagionale |
| Argento | -      | Melanie Paschke    | 24  | Germania    | 7"10  | Miglior prestazione personale            |
| Bronzo  | -      | Carlette Guidry    | 26  | Stati Uniti | 7"11  |                                          |
| 4       | -      | Liliana Allen      | 24  | Cuba        | 7"13  |                                          |
| 5       | -      | Beverly McDonald   | 25  | Giamaica    | 7"16  | Miglior prestazione personale            |
| 6       | -      | Nelli Fiere-Cooman | 30  | Paesi Bassi | 7"17  |                                          |
| 7       | -      | Chryste Gaines     | 24  | Stati Uniti | 7"22  |                                          |
| 8       | -      | Lalao Ravaonirina  | 31  | Madagascar  | 7"28  |                                          |